# بویان یانیچ

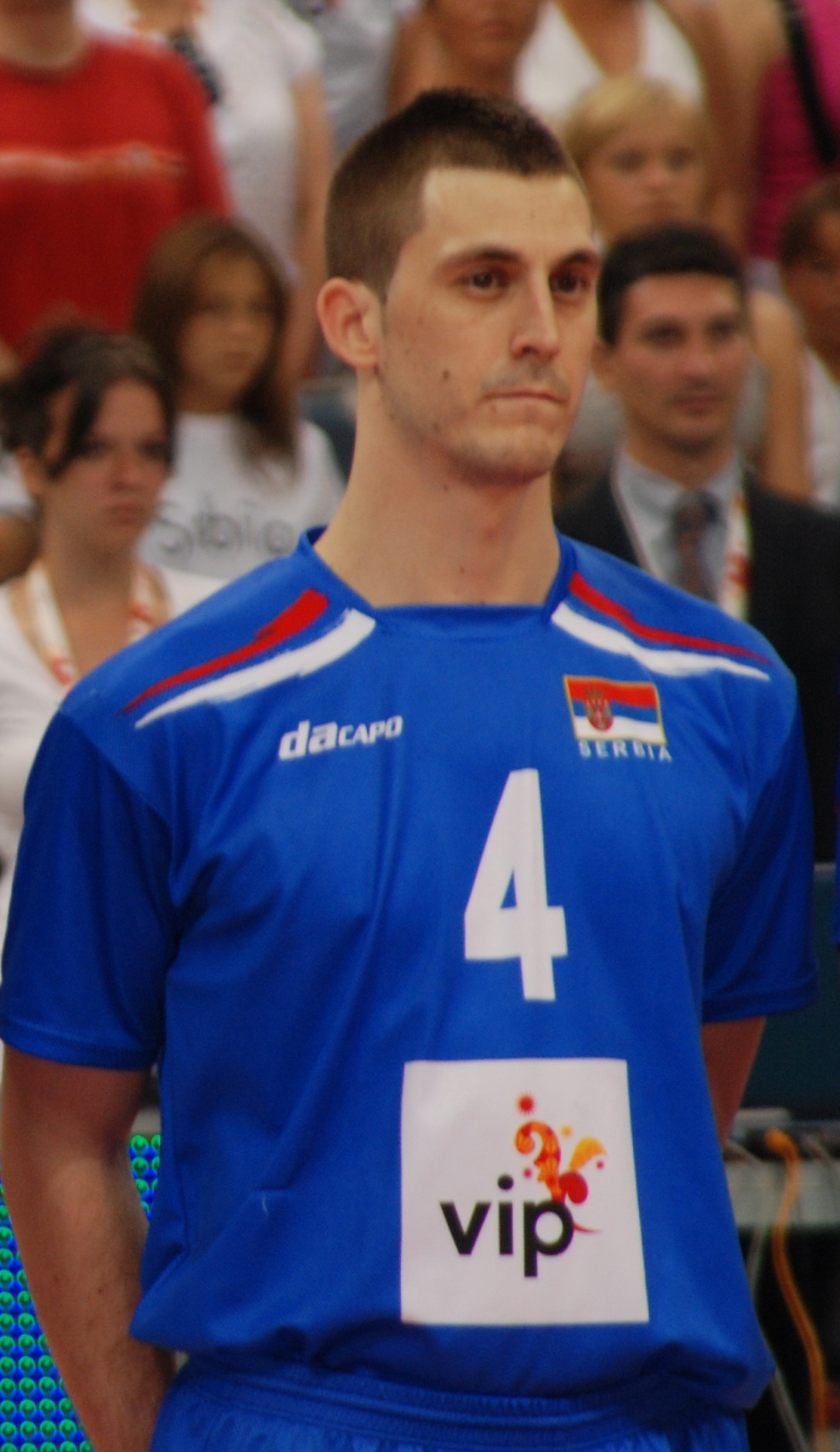
یانیچ.

بویان یانیچ (به صربی: Бојан Јанић) (زاده ۱۱ مارس ۱۹۸۲) بازیکن والیبال اهل صربستان، عضو و پاسور سابق تیم ملی والیبال صربستان و فعلی باشگاه شانگهای چین است. یانیچ به همراه صربستان مدال طلا قهرمانی جهان ۲۰۱۰ ایتالیا را به دست آورد و چهر دوره نایب قهرمانی و سه دوره مقام سومی در لیگ جهانی از دیگر دست آوردهای او با تیم ملی کشورش است. بویان در کارنامه خود سابقه عضویت در باشگاه های ویوودینا، توری فررا، والنتینا، آلمریا، گروچه، ورونا، گدانسک، یاروسلاو، فاکل نووی یورنگوی، گالاتاسرای ترکیه و گاز عراق را در کارنامه خود دارد.